# フラヌイ温泉
フラヌイ温泉（フラヌイおんせん）は、北海道空知郡上富良野町にある温泉である。"フラヌイ"は富良野のアイヌ語による古地名。

## 泉質
- ナトリウム - 炭酸水素塩・塩化物泉（中性低張性温泉）
  - 源泉温度 34.2℃、pH 7.2（中性）、湧出量 240L/min（動力揚湯）
  - 微褐色・微白濁、ほとんど無味、微弱金気臭[1]

## 温泉地
- 上富良野市街地に、日帰り入浴を扱う一軒宿の「フロンティア フラヌイ温泉」がある。
- 内風呂のみで、源泉34℃そのままの掛け流し浴槽と、加温掛け流しの浴槽とサウナがある。
- 男女の浴場は毎日入れ替わる。
- 飲泉可。

## 歴史
- 1990年（平成2年） - 開業。

## 交通
- JR富良野線上富良野駅から徒歩約15分。